# ブリル協会
ブリル協会（ブリルきょうかい、Vril Society）はエドワード・ブルワー＝リットンの小説『来るべき種族』（The Coming Race）に触発され、その技術的な探求を目的として結成された20世紀前半のドイツのオカルト秘密結社だとされている。

## 概略
1918年ドイツ・ベルヒテスガーデンで創立。神智学協会の影響を強く受けていた。
ブリルとは、小説『来るべき種族』に登場する超古代文明の末裔達が駆使するエネルギー装置であり、中国でいう気や風水のように宇宙に瀰漫するエネルギーを利用する、フリーエネルギー（零点エネルギー装置）のようなものである。
この団体の存在が広く知られるようになったのは、1960年にフランスで出版されたジャック・ベルジェとルイ・ポーウェルの共著『魔術師の朝』（Le Matin des Magiciens、日本では『神秘学大全』の題で抄訳が出ている）で取り上げられたことによる。同書はルドルフ・ヘスのミュンヘン大学における教官であった地政学者カール・ハウスホーファーはトゥーレ協会の会員であり、ヴリル協会を創設したとして、この団体とナチスおよびトゥーレ協会とを結びつけた。それ以後、ナチスとオカルティズムの関係を述べた（同書を元ネタとする）多くの記事や書籍において、ナチズムのルーツのひとつとしてブリル協会の名が言及されるようになった。しかしながら『魔術師の朝』の記述はどこまでが事実でどこまでが想像ないしフィクションであるか定かではなく、ブリル協会が実際にナチズムにつながるような要素を有していたという確証はない。
ルイ・ポーウェルは著書『Monsieur Gurdjieff』の中でも、ロシアの魔術師で形而上学者のゲオルギイ・グルジエフの生徒であるカール・ハウスホーファーによってヴリル協会が創設されたと主張した。
ルイ・ポーウェルとジャック・ベルジェ以前にこの団体に言及したものとしては、ウィリー・レイによる『ナチス帝国の疑似科学』と題された1947年の記事がある。この記事によれば、小説をもとに設立された「真実のための協会」（Wahrheitsgesellschaft）と称する疑似科学的団体がベルリンにあり、小説『来るべき種族』に登場する「ヴリル」なる力を研究していたと語っており、少なくとも石油などの既存のいわゆる燃料によらないエネルギーの技術体系を探る団体であると見ることができる。
その技術的成果はドイツ政府にも注目されていたらしく、戦時中はSSで新型航空機の開発に関与していたE-4セクションへの協力を厳命され、その関係施設で研究開発に従事していたとの指摘もある。
なお、その有力メンバーとして、ドイツの地政学者のカール・ハウスホーファーや物理学者であるヴィンフリート・オットー・シューマン（後にペーパークリップ作戦で米国に移住し、イリノイ大学に移籍し、シューマン共振の論文を発表）の名前が挙げられており、独自の研究開発施設を運用していたとの噂もある。 